# (9324) 1989 CH4
1989 سي إتش 4 (ويعرف أيضًا باسم (9324) 1989 سي إتش 4 وفق تسمية الكوكب الصغير) (بالإنجليزية: 1989 CH4)‏ هو كويكب ضمن حزام الكويكبات؛ وترتيبه 9324 من حيث الاكتشاف.
اكتُشف هذا الجُرم الفلكي بواسطة هيروشي كانيدا في 7 فبراير 1989.

## وصلات خارجية
- (9324) 1989 CH4 في قاعدة بيانات مختبر الدفع النفاث لأجرام النظام الشمسي الصغيرة

- الاكتشاف · مخطط المدار ·  العناصر المدارية · المعلمات المادية

- (9324) 1989 CH4 على موقع ويكي سكاي: DSS2, SDSS, GALEX, IRAS, Hydrogen α, X-Ray, Astrophoto, Sky Map, Articles and images